# 21 vendémiaire
21 jour complémentaire 21 brumaire
Le primidi 21 vendémiaire, officiellement dénommé jour du chanvre, est le 21e jour de l'année du calendrier républicain.
C'était généralement le 12e jour du mois d'octobre dans le calendrier grégorien.